# Rhaponticum Group
Rhaponticum Group è un gruppo tassonomico informale di piante angiosperme dicotiledoni della famiglia delle Asteraceae.

## Descrizione

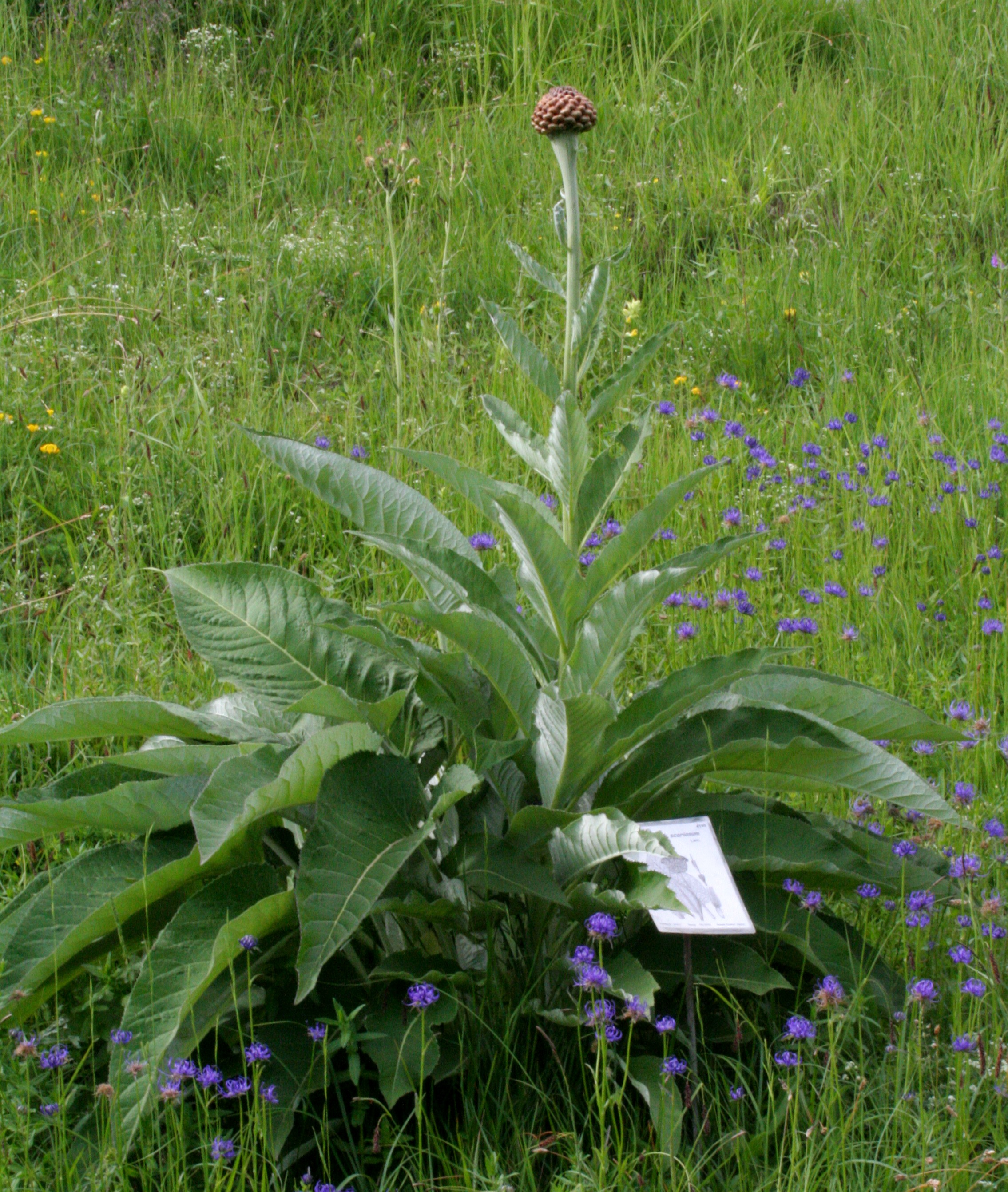
Il portamento
Rhaponticum scariosum

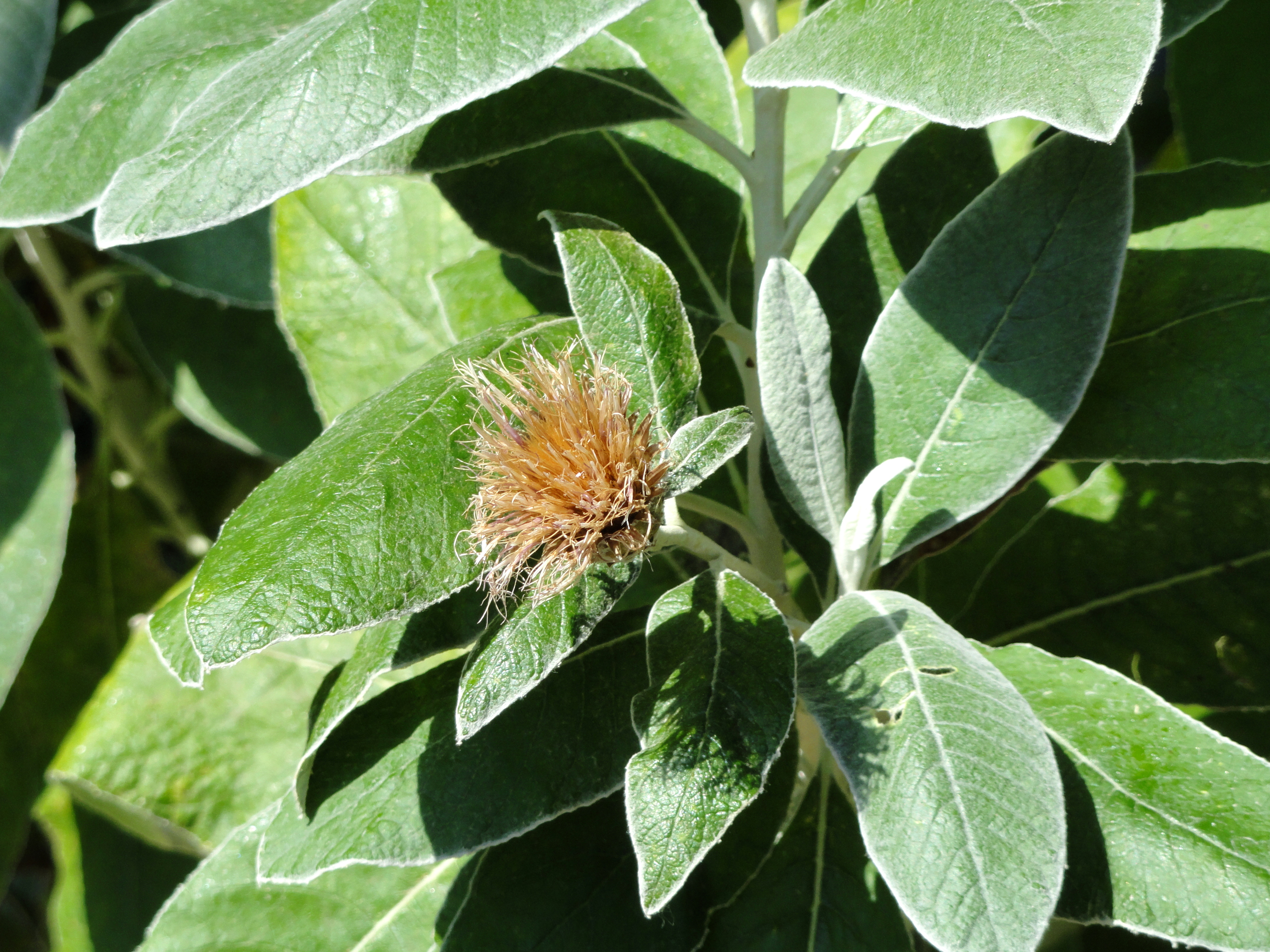
Le foglie
Centaurothamnus maximus

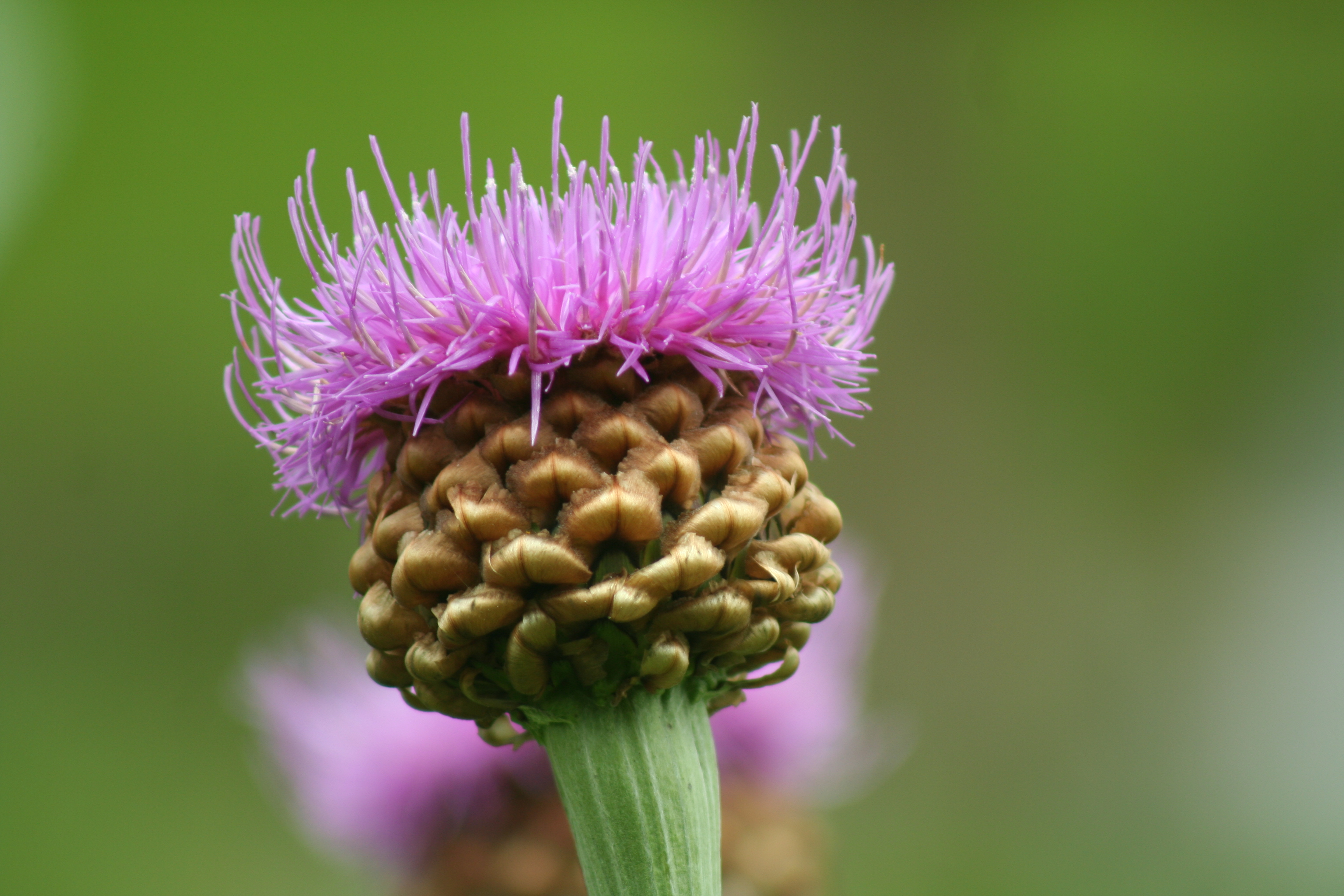
Infiorescenza
Rhaponticum scariosum

Le specie di questo gruppo sono piante erbacee perenni o arbusti, raramente sono annuali. Normalmente sono prive di spine (raramente ne sono provviste).
Le foglie lungo il caule sono disposte in modo alterno, hanno una lamina intera o pennatosetta. La forma può essere da lineare a oblunga.
Le infiorescenze si compongono di capolini omogami. I capolini sono formati da un involucro a forma da cilindrica a ovoidale composto da brattee (o squame) all'interno del quale un ricettacolo fa da base ai fiori tutti tubulosi. Le brattee dell'involucro, disposte su più serie in modo embricato, sono di varie forme; hanno delle appendici molto larghe, non spinose e scariose; normalmente la superficie è bianco-argentata. Il ricettacolo normalmente è sericeo.
I fiori sono tutti del tipo tubuloso. I fiori sono tetra-ciclici (ossia sono presenti 4 verticilli: calice – corolla – androceo – gineceo) e pentameri (ogni verticillo ha 5 elementi). I fiori in genere sono ermafroditi e actinomorfi.
- Formula fiorale:

- /x K {\displaystyle \infty }, [C (5), A (5)], G 2 (infero), achenio

- Calice: i sepali del calice sono ridotti ad una coroncina di squame.
- Corolla: la corolla in genere è colorata di blu o violetto, raramente giallo o altri colori.
- Androceo: gli stami sono 5 con filamenti liberi, glabri e papillosi, mentre le antere sono saldate in un manicotto (o tubo) circondante lo stilo.[7]
- Gineceo: lo stilo è filiforme; gli stigmi dello stilo sono due divergenti. L'ovario è infero uniloculare formato da 2 carpelli.

Il frutto è un achenio con pappo. Gli acheni spesso sono dimorfici diversamente costati o papillosi con piccole areole contenenti del elaisoma rudimentale. Il pericarpo dell'achenio è sclerificato; alla sommità l'achenio è provvisto di una piastra. Il pappo (normalmente deciduo) è inserito in un anello parenchimatico sulla piastra apicale. L'ilo è basale.

## Biologia
- Impollinazione: l'impollinazione avviene tramite insetti (impollinazione entomogama).
- Riproduzione: la fecondazione avviene fondamentalmente tramite l'impollinazione dei fiori (vedi sopra).
- Dispersione: i semi cadendo a terra (dopo essere stati trasportati per alcuni metri dal vento per merito del pappo – disseminazione anemocora) sono successivamente dispersi soprattutto da insetti tipo formiche (disseminazione mirmecoria).

## Distribuzione
Le specie di questo gruppo si trovano soprattutto in Eurasia.

## Tassonomia
La famiglia di appartenenza di questa voce (Asteraceae o Compositae, nomen conservandum) probabilmente originaria del Sud America, è la più numerosa del mondo vegetale, comprende oltre 23.000 specie distribuite su 1.535 generi, oppure 22.750 specie e 1.530 generi secondo altre fonti (una delle checklist più aggiornata elenca fino a 1.679 generi). La famiglia attualmente (2021) è divisa in 16 sottofamiglie.
La tribù Cardueae (della sottofamiglia Carduoideae) a sua volta è suddivisa in 12 sottotribù (la sottotribù Centaureinae è una di queste).

### Filogenesi
La classificazione della sottotribù rimane ancora problematica e piena di incertezze. Il gruppo Rhaponticum Group, formato da 6 generi, nell'ambito della sottotribù è abbastanza "basale" tra i gruppi informali Volutaria Group e Serratula Group.
I principali caratteri distintivi del gruppo sono:
- l'habitus principalmente è formato da erbe perenni (raramente annuali) senza spine;
- i capolini sono omogamici;
- gli apici delle brattee dell'involucro sono larghi, scariosi (ma non spinosi) e bianco-argentati;
- i frutti acheni spesso sono dimorfici;
- il pappo raccolto in una anello è deciduo.

La circoscrizione del "Rhaponticum Group" è confermata anche da studi di tipo filogenetico. In particolare il gruppo risulta monofiletico e strettamente legato (come “gruppo fratello”) al genere Klasea Cass. (genere appartenente alle stessa sottotribù ma ad un altro gruppo: "Serratula Group"). Il genere Rhaponticum è suddiviso in due cladi fortemente supportati:
- (1) Clade Orientale: composto principalmente da specie dell'Asia Centrale; in questo clade, per mantenerne la monofilia, sono state incluse anche le specie del genere Acroptilon Cass.;
- (2) Clade Occidentale: composto da specie provenienti dall'Europa e Nord Africa; in questo clade, per mantenerne la monofilia, sono state incluse anche le specie del genere Leuzea DC..

Con l'inclusione dei due generi Acroptilon e Leuzea  (e del genere sinonimo Stemmacantha Cass.) il genere Rhaponticum risulta monofiletico. Alcuni studi descrivono in questo gruppo anche il genere Karvandarina (qui posizionato nel Volutaria group); inoltre la descrizione di un nuovo genere Klaseopsis (Martins 2006) potrebbe appartenere a questo gruppo. La distribuzione di questo gruppo è concentrata in Asia occidentale.
Alcune checklist propongono le specie del genere Rhaponticum all'interno del genere Leuzea e in particolare considerano Rhaponticum un sinonimo di Centaurea. Inoltre il genere Mantisalca Cass., attualmente inserito nel "Volutaria Group", in alcuni studi è circoscritto nel gruppo di questa voce.
Il numero cromosomico delle specie di questo genere è: 2n = 24, 26 e 28.

### Elenco dei generi
Il gruppo comprende 6 generi con 37 specie:
| Genere                                    | N. specie                                        | Distribuzione                 |
| ----------------------------------------- | ------------------------------------------------ | ----------------------------- |
| Callicephalus C. A. Mey., 1831            | Una specie: C. nitens (M.Bieb.) C. A. Mey.       | Asia (occidentale e centrale) |
| Centaurothamnus Wagenitz & Dittrich, 1982 | Una specie: C. maximus Wagenitz & Dittrich       | Yemen                         |
| Myopordon Boiss., 1846                    | 6 spp.                                           | Asia occidentale              |
| Ochrocephala Dittrich, 1983               | Una specie: O. imatongensis (Philipson) Dittrich | Africa e India                |
| Oligochaeta (DC.) K. Koch, 1843           | 3 spp.                                           | dal Caucaso all'India         |
| Rhaponticum Vaill., 1754                  | 25 spp. (circa)                                  | Eurasia                       |

### Specie della flora spontanea italiana
Nella flora spontanea italiana del gruppo di questa voce sono presenti le seguenti specie:
- Rhaponticum coniferum (L.) Greuter, 2003
- Rhaponticum heleniifolium Gren. & Godr., 1850
- Rhaponticum scariosum Lam., 1778
- Rhaponticum repens (L.) Hidalgo